# Cercolophia absaberi
Cercolophia absaberi är en ödleart som beskrevs av  Strussman och CARVALHO 200. Cercolophia absaberi ingår i släktet Cercolophia och familjen Amphisbaenidae. Inga underarter finns listade i Catalogue of Life.